# Rivière Coulombe
Rivière Coulombe är ett vattendrag i Kanada.   Det ligger i provinsen Québec, i den sydöstra delen av landet, 300 km öster om huvudstaden Ottawa. Rivière Coulombe ligger vid sjön Lac Aylmer.

## Omgivningar
I omgivningarna runt Rivière Coulombe växer i huvudsak blandskog. Runt Rivière Coulombe är det mycket glesbefolkat, med 4 invånare per kvadratkilometer.